# Franjevački samostan i crkva sv. Marije u Zvorniku
Franjevački samostan i crkva sv. Marije su bili rimokatolički samostan i crkva u Zvorniku. Posvećeni sv. Mariji. 
Izgrađena je u kasnijem srednjem vijeku, početkom 14. stoljeća. Nalazila se na brijegu ponad grada. Pripadala je redovnicima franjevcima. Bartol Pizanski zabilježio je ovaj samostan u mačvanskoj kustodiji kao locum Sanctae Mariae de Campo (Campanili). Po zvoniku samostana nazvalo se naselje Zvonik. Samostan je uz onaj u Srebrenici, Ljuboviji i Teočaku bio najvažniji samostan u Bosni. U crkvi se nalazila čudotvorna slika Crne ili Radosne Gospe. Osmanska osvajanja značila su prenamjenu.
Srušen je za progona katolika i iskorjenjivanja katoličanstva u Bosni i Hercegovini za vrijeme vladavine Sulejmana Veličanstvenog. Iskorjenjivanje je sprovodio bosanski namjesnik Gazi Husrev-beg. Sulejman je poduzeo šest vojni, 1526., 1529., 1532., 1541. – 1547., 1555. – 1562. i 1566. godine. Zvornički samostan nije preživio pohod 1532. godine. Uslijedila je odmazda Osmanlija zbog neuspjela pohoda. Pogranični krajevi prema Austriji, u koje su spadali Usora i Soli, pretrpjeli su spaljivanje katoličkih sakralnih objekata i progon katolika. Franjevci iz samostana su protjerani, samostan spaljen, a crkvu sv. Duha pretvorili u džamiju. Crkva sv. Duha je godine 1533. pretvorena u džamiju Fethiju ("osvojena"). Iste je godine Gospina slika prenesena na Gradovrh. Samostan je iste godine porušen i napušten, a franjevci su preselili u samostan na Gradovrh iznad Tuzle.
Crkvi u Zvorniku je dograđen minaret. Narednih tri i pol stoljeća bila je džamija. Zaposjedanje BiH 1878. donosi nove okolnosti, dolazak katoličke vlasti. Dotad ova crkva prenamijenjena u džamiju više nije bila u uporabi kao džamija. Već dvije godine poslije, 1880., zvornički načelnik Mujaga Alispahić dao je dopuštenje za povratak objekta katolicima.
Vraćenu crkvu moralo se ponovo posvetiti. Blagoslovio ju je Antun Jeglič, ondašnji kanonik stolnog kaptola vrhbosanskog, koji je poslije bio ljubljanski biskup. Minaret je uklonjen, a postavljen je privremeni zvonik od drva. Sljedeće 1881. zaslugom Terezije Follner r. Koch, predsjednice Odbora za gradnju crkve u Zvorniku, stiglo je crkveno zvono. Dvadesetak godina poslije, 1903., obnovljena je katolička župa u Zvorniku, odvajanjem nekih župa od bijeljinske župe. No, iako je trebala biti posvećena svojoj prvotnoj zaštitnici sv. Mariji, posveta je promijenjena. Austrijanci su za crkvu darovali veliku sliku Srca Isusova te su i crkva i župa na njihovo inzistiranje posvećeni Srcu Isusovu. Kad se obnavljala župa, crkvu nisu imali, jer stara političkom odlukom nije više pripadala nikome, pa se za bogloslužje služilo sobom u trošnom župnom stanu, sve do izgradnje nove crkve 1907. godine.
Zbog zasluge za povratak crkve katolicima načelnik Alispahić odlikovao je sami bečki dvor oredenom Ritter von Zvornikkirchen.
18 je godina zvornička crkva služila katolicima u bogoslužju. No, kad je umro gradonačelnik, mijenjaju se okolnosti. Muslimani su taj objekt opet htjeli za sebe, neka pripada islamskoj zajednici, premda im taj objekt nije bio prijeko potreban, jer su već imali 12 džamija u gradu. Austrijske su se vlasti ponijele oportuno i podišle su željama lokalne vjerske većine. Da ne bi došli u svađe s muslimanima, odlučili su im udovoljiti. Izlika je bila da je crkva "stara i trošna". Crkva je ostala prazna i nije pripala nikome. Stara je crkva zbog slabe građe srušena i preseljena u središte grada kod finans. kasarne.
Da ne bi ostali bez prostora za crkvu, zvornički su katolici odlučili sagraditi novu crkvu. 
Na temeljima ovog samostana i crkve obnovljena je župa. Od stare srednjovjekovne crkve je jedan zid i ulazno stubište, u dvorištu privatne kuće, u naselju Fethija.

## Vanjske poveznice
- Facebook Katolička crkva Župa Srca Isusova Zvornik-Srebrenica